# Lucas Rougeaux
Lucas Rougeaux, né le 10 mars 1994 à Grasse en France, est un footballeur français qui évolue au poste de défenseur central. Il est actuellement libre de tout contrat. 

## Biographie

### En club

#### Les débuts
Lucas Rougeaux commence le football en 2000 à l'US Valbonne Sophia Antipolis avant de rejoindre en 2004 le RC Grasse. En 2008, il intègre le centre de formation de l'OGC Nice.

#### OGC Nice
Lucas Rougeaux fait ses débuts professionnels le 12 mai 2013 en Ligue 1 face à Évian Thonon Gaillard en remplaçant Kévin Gomis à la 82e minute de jeu (défaite 4-0).

##### Prêts successifs à Fréjus et Boulogne
Après un prêt à l'ÉFC Fréjus Saint-Raphaël, il est prêté le 7 août 2015 à l'US Boulogne.

#### KV Courtrai
Le 31 août 2016, dans les dernières minutes du mercato, il s'engage pour trois ans au KV Courtrai.
Il inscrit son premier but pour Courtrai le 19 septembre 2017, à l'occasion d'une rencontre de coupe de Belgique face au Royale Entente Durbuy. Son équipe s'impose par cinq buts à trois ce jour-là.

### En sélection nationale
Lucas Rougeaux obtient sa première sélection, sous les ordres de Francis Smerecki, le 22 mai 2012 avec l'équipe de France des moins de 18 ans face à la Finlande en entrant en jeu à la 77e minute (victoire 0-3).
Il inscrit deux buts avec les moins de 19 ans face à la Lettonie le 13 octobre 2012 (victoire 6-0) et face au Portugal le 16 octobre 2012 (match nul 2-2).
Le 3 juillet 2013, il est sélectionné par Francis Smerecki afin de participer à l'Euro 2013 des moins de 19 ans. Après un début de tournoi difficile, les Bleuets éliminent l'Espagne en demi-finale et se qualifient pour la finale face à la Serbie grâce à des buts de Yassine Benzia et Antoine Conte.

## Statistiques
| Saison    | Club                        | Championnat | Championnat | Championnat | Coupe nationale | Coupe nationale | Coupe de la Ligue | Coupe de la Ligue | Compétition(s) continentale(s) | Compétition(s) continentale(s) | Compétition(s) continentale(s) | Sélection       | Sélection | Sélection | Total | Total |
| Saison    | Club                        | Division    | M.          | B.          | M.              | B.              | M.                | B.                | Comp.                          | M.                             | B.                             | Équipe          | M.        | B.        | M.    | B.    |
| 2012–2013 | OGC Nice                    | Ligue 1     | 1           | 0           | 0               | 0               | 0                 | 0                 | -                              | -                              | -                              | France - 19 ans | 11        | 2         | 12    | 2     |
| 2013–2014 | OGC Nice                    | Ligue 1     | 0           | 0           | 0               | 0               | 0                 | 0                 | C3                             | 0                              | 0                              | -               | -         | -         | 0     | 0     |
| 2014-2015 | Fréjus-Saint-Raphaël (prêt) | National    | 23          | 2           | 1               | 0               | 0                 | 0                 | -                              | -                              | -                              | -               | -         | -         | 24    | 2     |
| 2015-2016 | US Boulogne CO (prêt)       | National    | 12          | 0           | 2               | 0               | 0                 | 0                 | -                              | -                              | -                              | -               | -         | -         | 14    | 0     |
| 2016-2017 | OGC Nice                    | Ligue 1     | 0           | 0           | 0               | 0               | 0                 | 0                 | C3                             | 0                              | 0                              | -               | -         | -         | 0     | 0     |

## Palmarès
France -19 ans
- Euro -19 ans
  - Finaliste : 2013.